# Trêve
Trêve (* 7. April 2010) ist eine französische Vollblutstute. Das ehemalige Rennpferd gewann 2013 und 2014 den Prix de l’Arc de Triomphe. Der Besitzer ist Al Shaqab Racing (früher Scheich Joaan Al Thani) und der Züchter Haras du Quesnay. Trainiert wird das Pferd von  Christiane Head-Maarek. 2013 führte sie gemeinsam mit Black Caviar die Weltrangliste für Rennpferde an.

## Pedigree
Der Vater der Stute ist Motivator, Sieger der Derby Stakes in Epsom 2005, ihre Mutter heißt Trévise.
Treve sollte bei einer Auktion verkauft werden, mangels Geboten wurde sie jedoch von ihrem Züchter für 22 000 Euro zurückgekauft.

## Rennlaufbahn
Treve siegte am 16. Juni 2013 beim Prix de Diane Longines in Chantilly im Gruppe Ι Flachrennen und gewann 571.400 Euro sowie am 15. September 2013 beim Qatar Prix Vermeille im Gruppe Ι Flachrennen und gewann 199.990 Euro.
Nach diesen beiden Erfolgen in der Gruppe Ι startete sie am 6. Oktober 2013 im wichtigsten Rennen der Welt, dem Prix de l’Arc de Triomphe in Paris. Treve konnte dieses Rennen gewinnen und gehört nun zu den besten Pferden aller Zeiten. Das Preisgeld betrug 2,7 Mio. Euro.
Im nächsten Jahr riss die Erfolgssträhne allerdings ab. Treve konnte keines der drei bestrittenen Gruppe-Rennen gewinnen, war aber wiederholt für den Prix de l’Arc de Triomphe in Paris genannt. Überraschenderweise konnte sie dieses Rennen am 5. Oktober 2014 ein zweites Mal gewinnen. Dies gelang vorher erst fünf Pferden.
2015 gewann sie bis jetzt zwei Gruppe-Rennen in Saint-Cloud.
2015 startete sie zum dritten Mal beim Prix de l’Arc de Triomphe konnte dort aber einen dritten Sieg nicht verwirklichen.

## Zuchtlaufbahn
- 2017: Qous (FR), brauner Hengst, von Dubawi (IRE)
- 2018: Paris, Stute von Shalaa
- 2019: N. von Siyouni
- 2020: N. von Sea The Stars